# Gave (Melgaço)
Gave és una freguesia portuguesa del municipi de Melgaço, amb 9,75 km² de superfície i 280 habitants (2001). La seva densitat de població és de 28,7 habitants/km².